# Jan Minnema Buma
Jan Minnema Buma (Leeuwarden, 8 mei 1828 - 's-Gravenhage, 8 februari 1900) was een Nederlands jurist en bestuurder.

## Loopbaan
Buma promoveerde in 1853 te Leiden op een proefschrift over het dijkrecht in zijn geboorteprovincie. Daarna werd hij advocaat, eerst te Leeuwarden, daarna te Groningen. Vervolgens werd hij adjunct-griffier van Provinciale Staten van Friesland. In 1862 werd hij burgemeester van Franeker wat hij enkele jaren zou blijven; hij was in 1863 en 1864 daar ook lid van de gemeenteraad. Vervolgens was hij griffier van het kantongerecht te Harlingen, daarna van dat van Leeuwarden om zijn loopbaan te beëindigen als griffier van het gerechtshof in die laatste plaats. Van 1879 tot 1892 was hij ook gemeenteraadslid van Leeuwarden. Hij had daarnaast nog verschillende nevenfuncties, waaronder van 1868 tot 1893 volmacht van het Waterschap Vijf Deelen Binnendijks (waarover ook zijn proefschrift deels gegaan was).

## Familie
Buma was een telg uit het geslacht Buma en een zoon van mr. Wiardus Willem Buma (1802-1873), onder andere lid Provinciale en Gedeputeerde Staten van Friesland, en Maria de With (1803-1878), telg uit het geslacht De With. Hij trouwde een eerste keer in 1855 met Sibendina Maria van Arnhem (1832-1859) en daarna in 1865 met Catharina Louisa Pols (1833-1913); beide huwelijken bleven kinderloos.